# Hákon Arnar Haraldsson
Pour les articles homonymes, voir Haraldsson.
Hákon Arnar Haraldsson, né le 10 avril 2003 à Akranes en Islande, est un footballeur international islandais qui évolue au poste de milieu offensif à LOSC Lille.

## Biographie

### En club
Né à Akranes en Islande, Hákon Arnar Haraldsson est formé par le club local de l'ÍA Akranes, avec lequel il commence sa carrière professionnelle en 2019. Il joue son premier match le 26 février 2019, à l'occasion d'une rencontre de coupe de la Ligue islandaise face au UMF Stjarnan. Il entre en jeu et son équipe l'emporte par six buts à zéro.
Le 27 juin 2019, il s'engage en faveur du FC Copenhague, intégrant dans un premier temps les équipes de jeunes du club.
Le 22 août 2021, Haraldsson fait sa première apparition en championnat contre SønderjyskE. Il entre en jeu à la place de Jonas Wind et son équipe s'impose par deux buts à zéro.
Il est sacré champion du Danemark en 2021-2022.
Le 17 juillet 2023, il s'engage jusqu'en 2028 avec le LOSC. Il fait une très bonne impression dès sa première titularisation en match amical contre le club de football belge, Cercle Brugge, contre lequel il inscrit trois des sept buts du LOSC. Cependant, ses capacités physiques limitées et une technique restant assez pauvre laissent à penser que son staff lui préfère d'autres joueurs au vu de ses nombreuses non-titularisations, notamment en début de saison 2023-2024.
Mais durant la saison 2024-2025, il s'affirme au cœur du jeu lillois : flèche ou feu follet, incisif, percutant, plein de jus.

### En sélection
Hákon Arnar Haraldsson représente l'équipe d'Islande des moins de 17 ans de 2019 à 2020. Il marque un seul but avec cette sélection, lors de sa première apparition le 26 janvier 2019 lors d'une victoire des Islandais face à la Belgique (2-4 score final). Il participe notamment avec cette sélection au championnat d'Europe des moins de 17 ans en 2019. Lors de ce tournoi organisé en Irlande il joue deux matchs, mais son équipe est éliminée dès la phase de groupe. Au total il comptabilise 15 matchs et un but avec les moins de 17 ans.
Haraldsson joue son premier match avec l'équipe d'Islande espoirs le 13 octobre 2020 contre le Luxembourg. Il entre en jeu à la place de Ísak Bergmann Jóhannesson et son équipe l'emporte par deux buts à zéro. Il inscrit ses deux premiers buts avec les espoirs dès sa deuxième apparition, le 2 septembre 2021 contre la Biélorussie. Il permet ainsi à son équipe de s'imposer par deux buts à un,.
Le 25 mai 2022, Hákon Arnar Haraldsson est convoqué pour la première fois avec l'équipe nationale d'Islande par le sélectionneur Arnar Viðarsson pour des rencontres entrant dans le cadre de la Ligue des nations de l'UEFA 2022-2023. Il honore sa première sélection contre Israël en étant titularisé le 2 juin 2022. Il est remplacé à la 78e minute de jeu par Stefán Teitur Þórðarson et les deux équipes se neutralisent par deux buts partout,.
Le 26 mars 2023, Haraldsson inscrit son premier but pour l'Islande, à l'occasion d'un match face au Liechtenstein. Titulaire, il participe au succès de son équipe par sept buts à zéro. Il s'agit de la plus large victoire de l'histoire de la sélection islandaise.

## Vie privée
Hákon Arnar Haraldsson est issu d'une famille de footballeurs. Son père, Haraldur Ingólfsson (en), est un ancien footballeur international islandais et sa mère est Jónína Víglundsdóttir, footballeuse internationale islandaise. Il a aussi deux frères : Tryggvi Hrafn Haraldsson (en) footballeur international également et Haukur Andri Haraldsson (en)
qui le suit au LOSC.
Haraldsson est proche de Ísak Bergmann Jóhannesson, les deux joueurs sont amis depuis qu'ils sont tout petits, s'étant rencontrés dans le club de l'ÍA Akranes, où ils ont tous les deux été formés. Ils se retrouvent quelques années plus tard à jouer de nouveau ensemble, sous les couleurs du FC Copenhague,.

## Statistiques
| Saison                | Club                  | Championnat           | Championnat | Championnat | Championnat | Coupe nationale | Coupe nationale | Coupe nationale | Coupe de la Ligue | Coupe de la Ligue | Coupe de la Ligue | Compétition(s) continentale(s) | Compétition(s) continentale(s) | Compétition(s) continentale(s) | Compétition(s) continentale(s) | Total | Total | Total |
| Saison                | Club                  | Division              | M.          | B.          | P.d.        | M.              | B.              | P.d.            | M.                | B.                | P.d.              | Comp.                          | M.                             | B.                             | P.d.                           | M.    | B.    | P.d.  |
| 2019                  | ÍA Akranes            | Besta deild karla     | -           | -           | -           | -               | -               | -               | 2                 | 0                 | 0                 | -                              | -                              | -                              | -                              | 2     | 0     | 0     |
| 2021-2022             | FC Copenhague         | Superligaen           | 11          | 4           | 0           | -               | -               | -               | -                 | -                 | -                 | C4                             | 4                              | 0                              | 3                              | 15    | 4     | 3     |
| 2022-2023             | FC Copenhague         | Superligaen           | 29          | 4           | 4           | 6               | 0               | 0               | -                 | -                 | -                 | -                              | 8                              | 1                              | 0                              | 43    | 5     | 4     |
| Sous-total            | Sous-total            | Sous-total            | 40          | 8           | 4           | 6               | 0               | 0               | -                 | -                 | -                 | -                              | 12                             | 1                              | 3                              | 58    | 9     | 7     |
| 2023-2024             | LOSC Lille            | Ligue 1               | 26          | 2           | 0           | 2               | 3               | 0               | -                 | -                 | -                 | C4                             | 10                             | 0                              | 2                              | 38    | 5     | 2     |
| 2024-2025             | LOSC Lille            | Ligue 1               | 25          | 5           | 3           | 3               | 1               | 0               | -                 | -                 | -                 | C1                             | 10                             | 2                              | 1                              | 38    | 8     | 4     |
| 2025-2026             | LOSC Lille            | Ligue 1               | 1           | 1           | 0           | 0               | 0               | 0               | -                 | -                 | -                 | C3                             | 0                              | 0                              | 0                              | 1     | 1     | 0     |
| Sous-total            | Sous-total            | Sous-total            | 52          | 8           | 3           | 5               | 4               | 0               | -                 | -                 | -                 | -                              | 20                             | 2                              | 3                              | 77    | 14    | 6     |
| Total sur la carrière | Total sur la carrière | Total sur la carrière | 92          | 16          | 7           | 11              | 4               | 0               | 2                 | 0                 | 0                 | -                              | 32                             | 3                              | 5                              | 137   | 23    | 12    |

### En sélection nationale
| Saison                | Sélection             | Phases finales        | Phases finales | Phases finales | Phases finales | Éliminatoires | Éliminatoires | Éliminatoires | Ligue des nations | Ligue des nations | Ligue des nations | Matchs amicaux | Matchs amicaux | Matchs amicaux | Total | Total | Total |
| Saison                | Sélection             | Compétition           | M              | B              | Pd             | M             | B             | Pd            | M                 | B                 | Pd                | M              | B              | Pd             | M     | B     | Pd    |
| --------------------- | --------------------- | --------------------- | -------------- | -------------- | -------------- | ------------- | ------------- | ------------- | ----------------- | ----------------- | ----------------- | -------------- | -------------- | -------------- | ----- | ----- | ----- |
| 2021-2022             | Islande               | -                     | -              | -              | -              | -             | -             | -             | 3                 | 0                 | 0                 | -              | -              | -              | 3     | 0     | 0     |
| 2022-2023             | Islande               | -                     | -              | -              | -              | 4             | 1             | 0             | 1                 | 0                 | 0                 | 3              | 0              | 0              | 8     | 1     | 0     |
| 2023-2024             | Islande               | -                     | -              | -              | -              | 6             | 2             | 1             | -                 | -                 | -                 | 2              | 0              | 1              | 8     | 2     | 2     |
| 2024-2025             | Islande               | -                     | -              | -              | -              | -             | -             | -             | 1                 | 0                 | 0                 | -              | -              | -              | 1     | 0     | 0     |
| Total sur la carrière | Total sur la carrière | Total sur la carrière | -              | -              | -              | 10            | 3             | 1             | 5                 | 0                 | 0                 | 5              | 0              | 1              | 20    | 3     | 2     |

## Palmarès

### En club
| FC Copenhague (3)                                                                                        |
| --- |
| - Championnat du Danemark (2) : - Champion : 2022 et 2023. - Coupe du Danemark (1) : - Vainqueur : 2023. |